# Dasysciomyza setuligera
Dasysciomyza setuligera är en tvåvingeart som först beskrevs av Malloch 1922.  Dasysciomyza setuligera ingår i släktet Dasysciomyza och familjen Helosciomyzidae. Inga underarter finns listade i Catalogue of Life.